# Sibérien
 (octobre 2009).
Si vous disposez d'ouvrages ou d'articles de référence ou si vous connaissez des sites web de qualité traitant du thème abordé ici, merci de compléter l'article en donnant les références utiles à sa vérifiabilité et en les liant à la section « Notes et références ».
Le sibérien est une race de chat originaire de Russie. Ce chat de grande taille est caractérisé par sa robe à poils mi-longs et sa silhouette arrondie « en tonneau ».
Il est qualifié comme étant la race de chat la plus hypoallergénique, c'est-à-dire possédant peu d'allergènes, connue à ce jour.

## Origines

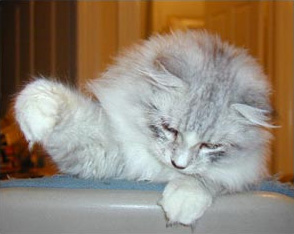
Vaselyok Fillimor, quatre fois Grand Champion de la TICA.

Son origine est probablement de Transcaucasie et d'Iran et cette race serait arrivée avec des colons de cette zone en Sibérie du sud où il s'est sédentarisé. Cette race s’est donc formée naturellement dans le sud de la Sibérie. Le chat sibérien est célèbre pour sa santé très robuste et son caractère accommodant.
Le chat sibérien est arrivé en Amérique du Nord en 1990, via la chatterie Starpoint. Les mâles peuvent peser de 5 à 10 kg et les femelles, qui sont beaucoup plus petites, font entre 3 kg et 8 kg. Au printemps, ils perdent leur épaisse fourrure d'hiver pour celle d'été, beaucoup moins fournie.

## Neva Masquerade

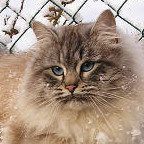
Mâle Sibérien Neva masquerade de couleur seal silver tabby point.

Dans la race sibérienne, on distingue le Neva masquerade, distinction donnée par la robe de ce chat, qui est de type colourpoint, et les sibériens classiques.
Les deux seules et uniques différences entre les sibériens « classiques » et « Neva masquerade » se situe dans la couleur des yeux et celle du pelage. Les Neva masquerade ont les yeux bleus et une robe claire aux extrémités foncées. Tandis que les classiques peuvent avoir n'importe quelle couleur comme les chats de gouttière. Il est tout à fait possible de faire se reproduire des Nevas avec des classiques.
Certains éleveurs de Sibériens dits « classiques » contestent la couleur Neva masquerade bien qu'elle soit acceptée par les associations félines.

## Standards

### Corps

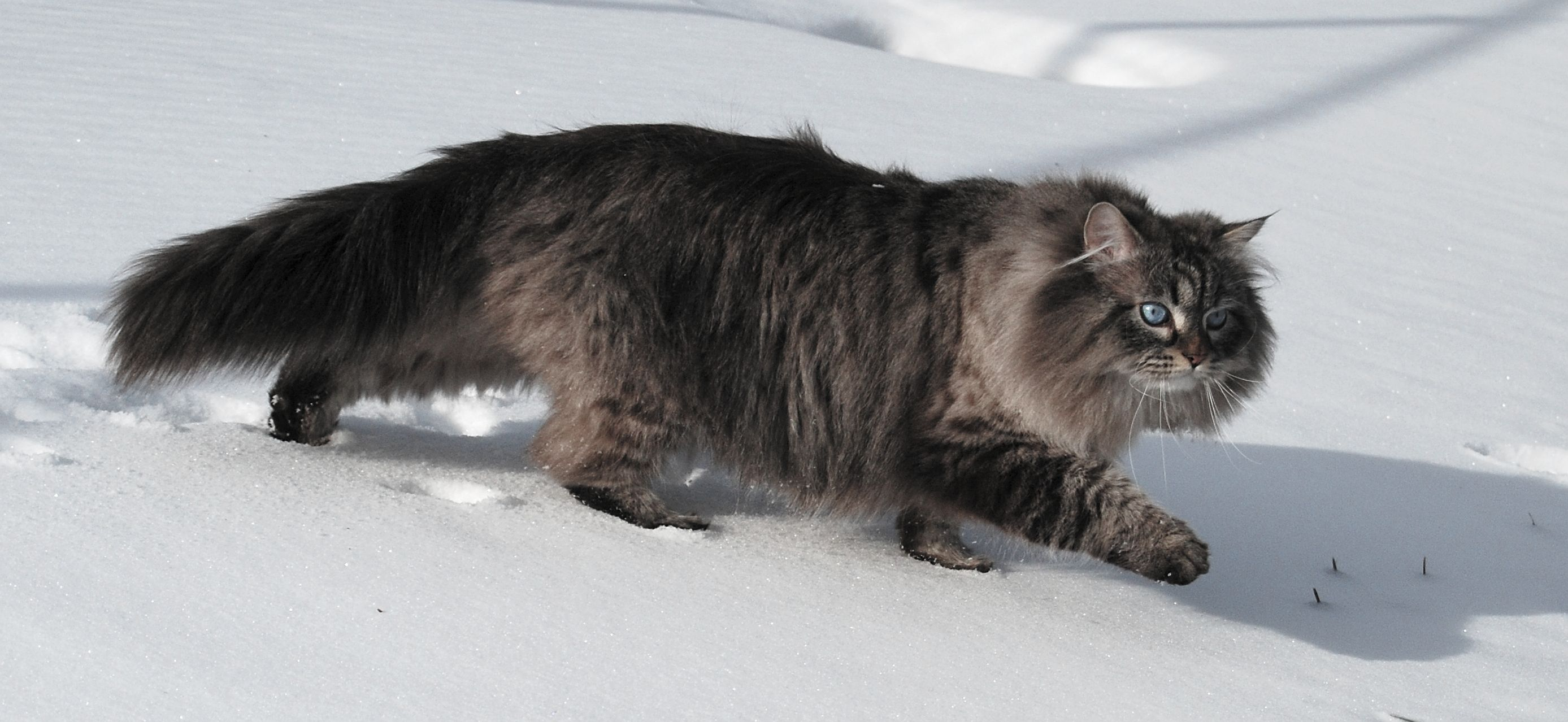
Le sibérien est caractérisé par son corps « en tonneau », massif et rond.
Mâle seal lynx point.

Le sibérien est un chat de grande taille à poil mi-long à long et de type semi-cobby. Il se dégage de lui une impression de force et de douceur. Le corps est « en tonneau », c'est-à-dire assez rond et massif. Ce n'est pas un signe d'obésité : il a une ossature et une musculature développées. On distingue un grand dimorphisme sexuel entre les mâles et les femelles. L'ossature ne doit jamais être fine.
L'encolure ronde et courte est puissamment musclée. L'arrière-main est arrondie et plus haute que l'avant-main. La sangle abdominale est puissante. Les pattes sont de longueur moyenne, puissantes et musclées. Des pattes hautes sont un défaut en compétition. Les pieds sont grands et ronds, avec de nombreux poils entre les doigts. La queue est touffue, plutôt large à la base, elle s'effile sur un bout arrondi. Repliée sur le dos, l'extrémité de la queue atteint la base des omoplates.

### Tête

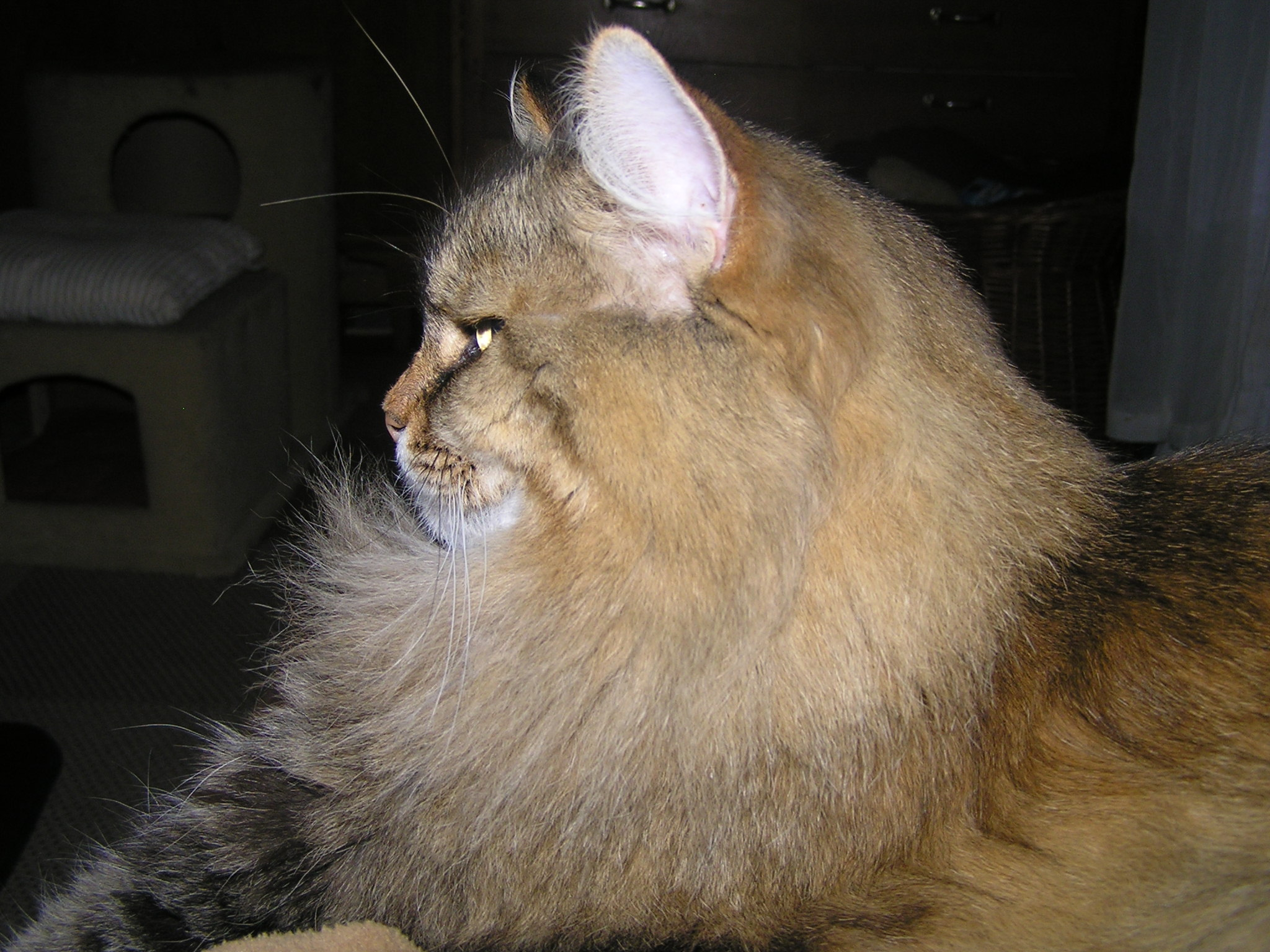
Profil d'un sibérien. Le museau est court et fort, le crâne arrondi.

La tête, large, est en forme de triangle adouci. Les pommettes ne sont ni saillantes ni proéminentes. Le crâne est large et plat. De profil, le front est légèrement arrondi. Un profil droit est considéré comme un défaut, tout comme la présence d'un stop. Le nez plat est de taille moyenne à courte. Le museau est rond et fort, jamais pointu, bien que chez les femelles il soit souvent plus fin. Un museau pointu ou étroit donne des pénalités en exposition féline. Le menton est arrondi sans être proéminent. Les moustaches sont longues et épaisses. Les yeux sont grands, presque ronds, bien séparés l'un de l'autre (au minimum par la largeur d'un œil). Ils sont placés légèrement de biais, sans être de type oriental. Toutes les couleurs sont acceptées, sauf chez les colourpoint où ils sont bleus.
De taille moyenne, les oreilles sont larges à leur base et arrondies à l'extrémité. Elles sont implantées à une distance équivalente à une à une-et-demi largeur d'oreille. Des oreilles trop rapprochées sont considérées comme un défaut. Elles pointent vers l'avant. Elles sont recouvertes à l’extérieur d’une abondante fourrure qui cache presque complètement leur base. L’intérieur des oreilles est également garni de poils abondants. Des plumets sont appréciés sans être obligatoires.

### Robe
La fourrure est mi-longue à longue, avec une collerette et beaucoup de sous-poil (avec toutefois de fortes variations suivant les saisons, le poil étant moins fourni et plus court en été). L’encolure, les épaules et le dos sont recouverts de poils de garde épais et brillants qui forment une importante collerette. Sur le ventre, le poil peut friser légèrement sans que cette caractéristique ne soit recherchée. L'ensemble des robes traditionnelles et colourpoint sont acceptées pour toutes les couleurs sauf le cinnamon, le fawn, le chocolat et le lilas, ainsi que l'ambre.
Pour les chats particolores, toutes les proportions de blanc sont acceptées, sans demande spécifique concernant l'emplacement des taches blanches.

## Caractère
Si le chat sibérien était anciennement très sauvage, il n’a aujourd’hui plus rien à voir avec ses ancêtres. C’est un chat très sociable, intelligent et qui déborde d’affection. Très attaché à son maître, il aime communiquer avec lui par le jeu. Cet aspect de son caractère fait aussi de lui un chat appréciant la présence d’enfants ou d’autres animaux à ses côtés.
C’est une race de chats qu’on appelle « chats-chiens » pour leur ressemblance avec les canidés. Ils apprécient le jeux de balles et même de se promener en laisse. De plus, ils s’adaptent très facilement aux changements.
Il est toutefois important de préciser que le Sibérien peut mettre un petit peu de temps à ne plus être timide en présence d'étrangers. Par conséquent, lorsque l’on devient nouveau propriétaire d’un chat Sibérien, il faut s’armer de patience au début car il est possible qu'il se montre quelque peu distant. Mais une fois qu’il connaîtra son nouveau maître, son caractère « chat-chien » ressortira et il demandera de l’affection en suivant son maître où qu’il aille ou en l’attendant quand il quitte la maison. Également, le Sibérien peut se montrer un peu peureux et prendre la fuite devant l'arrivée d’étrangers dans la maison, mais dès qu’il aura pris confiance en eux, il n’hésitera pas à venir leur demander des caresses.

## Allergies

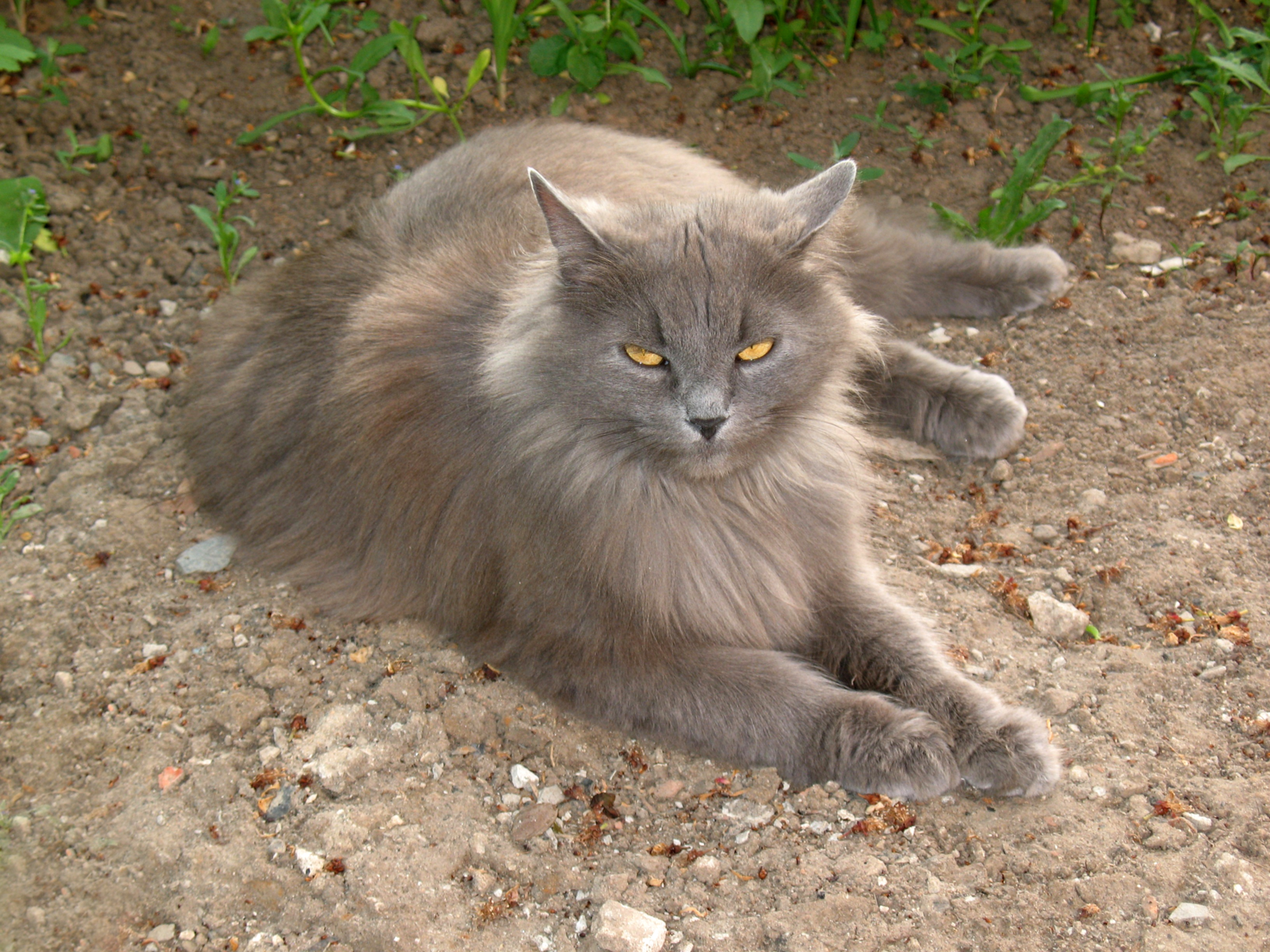
Sibérien.

Le chat sibérien est la race de chat la plus hypoallergénique, c'est-à-dire peu allergisante. C'est pourquoi il peut être adapté aux personnes allergiques aux chats. Le sibérien produit naturellement peu de protéine allergisante Fel d 1, responsable des allergies pour 85 % des personnes allergiques aux chats. Selon les statistiques obtenues dans la revue Taïga (États-Unis), 85 % des personnes allergiques aux chats le sont à cause de l’allergène Fel d 1. Il est cependant conseillé d'aller visiter la chatterie et caresser d'abord les chatons, puis les femelles et terminer par les mâles entiers pour tester le degré d'allergie avant d'adopter un chat ou chaton.

## Élevage
1. Le choix des reproducteurs, chacun se doit d’avoir son pedigree (document généalogique attestant leur inscription au LOOF).
2. Les dépistages des maladies FIV et FELV doivent avoir été effectués chez les reproducteurs choisis. Leur suivi vétérinaire et sanitaire se doit aussi d’être à jour régulièrement durant leur temps à la chatterie (pose de puce électronique, vaccination, vermifuge, etc.)
3. Les chatons se doivent d’être élevés au plus proche de l’humain, dans le but de sublimer leur caractère dit « Chat-chien »

### Cycle de vie
Le chat Sibérien est un chat dont la longévité est plus élevée que la moyenne, oscillant entre quinze et vingt ans.
La femelle sibérienne atteint généralement la maturité sexuelle vers sept mois, et sa gestation dure entre 56 et 71 jours.
Ces grands chats ont une maturité lente, et leur croissance ne se termine que vers l'âge de trois ans. Le poil de garde ne se développe pas avant l'âge de six mois.

### Acquisition d'un sibérien
Il n’est possible de se procurer un chat sibérien seulement auprès des éleveurs de cette race. Il est préférable de se tourner vers un élevage dit familial, où le chat nait proche de son éleveur. La petite taille de la structure et la proximité de l’humain lui aura permis de développer son caractère familier et attachant. S’il est élevé dans de bonnes conditions, le chat sibérien n’aura rien de sauvage et sera très proche de son maitre. Il pourra devenir le « chat-chien » que le maitre attend, celui qui sera curieux des inconnus, qui attendra son maitre derrière la porte et qui le suivra partout où il va.
Notez tout de même que si le chat que vous achetez n’a pas de pedigree, il ne sera pas considéré comme un chat de race mais comme un « chat de gouttière »
.[style à revoir]
Dans la grande majorité des cas, un chat vendu sans pedigree est issu d'un croisement et est donc non-hypoallergénique.

### Génétique
Des recherches génétiques menées par l'université de Californie à Davis ont rapporté la présence à très faible fréquence de l'allèle récessif responsable du gantage blanc du sacré de Birmanie chez le sibérien. Un test génétique spécifique existe afin de détecter ce gène.

### Santé
Le sibérien est une race rustique, c'est-à-dire que les véritables sibériens tombent très rarement malades.
Le sibérien a deux maladies génétiques connues (si croisement avec d'autres races) : PKD et HCM. Elles sont toutes les deux dépistées après l'âge de deux ans par échographie réalisée par un vétérinaire spécialisé. Il n'y a pas de dépistage génétique.
La vaccination est annuelle. La fréquence de l'administration de produits anti-parasites (anti-puce et vermifuges) dépend si le chat a accès à l'extérieur ou non.

## Anecdotes
1. Le chat sibérien est un chat qui contrairement aux a priori, aime particulièrement le contact de l'eau et si on l'y habitue dès son plus jeune age, il appréciera fortement les bains de toilettage[4].
2. Le chat sibérien est un chat qui s'adapte très bien aux changements. De ce fait, il est possible de l'emmener en vacances sans problème au lieu de le faire garder, contrairement aux autres races de chat qui ont tendance à être plus craintifs face aux changements de routine[4].